# Phyllospongia supraoculata
Phyllospongia supraoculata är en svampdjursart som beskrevs av Ridley 1884. Phyllospongia supraoculata ingår i släktet Phyllospongia och familjen Thorectidae.
Artens utbredningsområde är havet kring Seychellerna. Inga underarter finns listade i Catalogue of Life.